# Isidoro Lucci
Isidoro Lucci, né en 1661 à Norcia, États pontificaux et mort en 1719 à Hải Dương (Kesat), Tonkin, est un prêtre jésuite Italien missionnaire en Chine et au Vietnam.

## Biographie
L'histoire d'Isidoro Lucci est en beaucoup d'aspects similaire à celle d'un autre jésuite génois avant lui Giovanni Filippo de Marini. Isidoro Lucci est médecin lorsqu'il entre dans la Compagnie de Jésus en 1689. Immédiatement après son noviciat il est envoyé vers la Chine. Il passe d'abord par Goa, avant de rejoindre Macao où il met en pratique la médecine apprise en Italie dans l'hôpital local. Son supérieur José Suares hésite à envoyer à la cour de l'Empereur ce jeune médecin jugé inexpérimenté. L'Empereur l'exigera auprès de lui néanmoins. Isidor Lucci devint par ce fait en 1692 le premier médecin occidental à la Cour impériale de Chine. Son action est cependant peu couronnée de succès. Il ne convainc pas la famille impériale d'adopter la médecine occidentale et d'abandonner la médecine traditionnelle chinoise. Par ailleurs il est critiqué (et jalousé) par les jésuites français présents à la cour cherchant davantage à imposer leur ascendant sur l'Empereur que de favoriser celle d'un Italien au service des intérêts portugais. En 1693 il repart pour Macao avant d'être envoyé dans le nord du Tonkin. Il y restera jusqu'à la fin de sa vie dirigeant la mission jésuite avec plus de succès qu'en Chine mais affrontant cette fois-ci la concurrence et l'opposition des Missions étrangères de Paris ayant pour elles le soutien de la Propaganda Fide. Il meurt à Kesat après 25 ans au service de l’Église catholique au Vietnam.